# イシドール・ボヌール
イシドール・ボヌール（Isidore Jules Bonheur、1827年5月15日 - 1901年11月19日）はフランスの彫刻家、画家である。動物を題材にした彫刻で知られる。

## 略歴
ボルドーで生まれた。父親のレイモン・ボヌール(1796-1849) は画家で、姉に有名な画家、彫刻家になるローザ・ボヌール (1822-1899)、兄に画家になるオーギュスト・ボヌール(1824-1884)がいる。妹のジュリエット・ボヌール(1830-1891)が生まれた後、母親は亡くなった。父親は1842年に別の女性と結婚し、その連れ子のフランソワ・イポリット・ペロル(François Hippolyte Peyrol: 1832-1921)は工芸家になり、ジュリエット・ボヌールと結婚し、版画の制作やローザ・ボヌールやイシドール・ボヌールの彫刻の鋳造をすることになる。
イシドール・ボヌールは父親や姉のローザから絵や彫刻を学んだ。姉は1841年からサロン・ド・パリに出展していて、すでに高い評価を得ていた。イシドールも1948年にサロン・ド・パリに彫刻作品を出展した。1849年からパリ国立高等美術学校で学んだ。
パリのサロンには1899年まで出展し、1859年、1865年、1869年のサロンで入賞した。1855年のパリ万国博覧会にも出展した。1970年代にはロンドンのロイヤル・アカデミー・オブ・アーツの展覧会に騎馬像などを出展し、人気を得て、義理の弟のフランソワ・イポリット・ペロルが鋳造したブロンズ彫刻はイギリスのコレクターに購入された。
1894年にレジオンドヌール勲章（シュヴァリエ）を受勲した。

## 作品

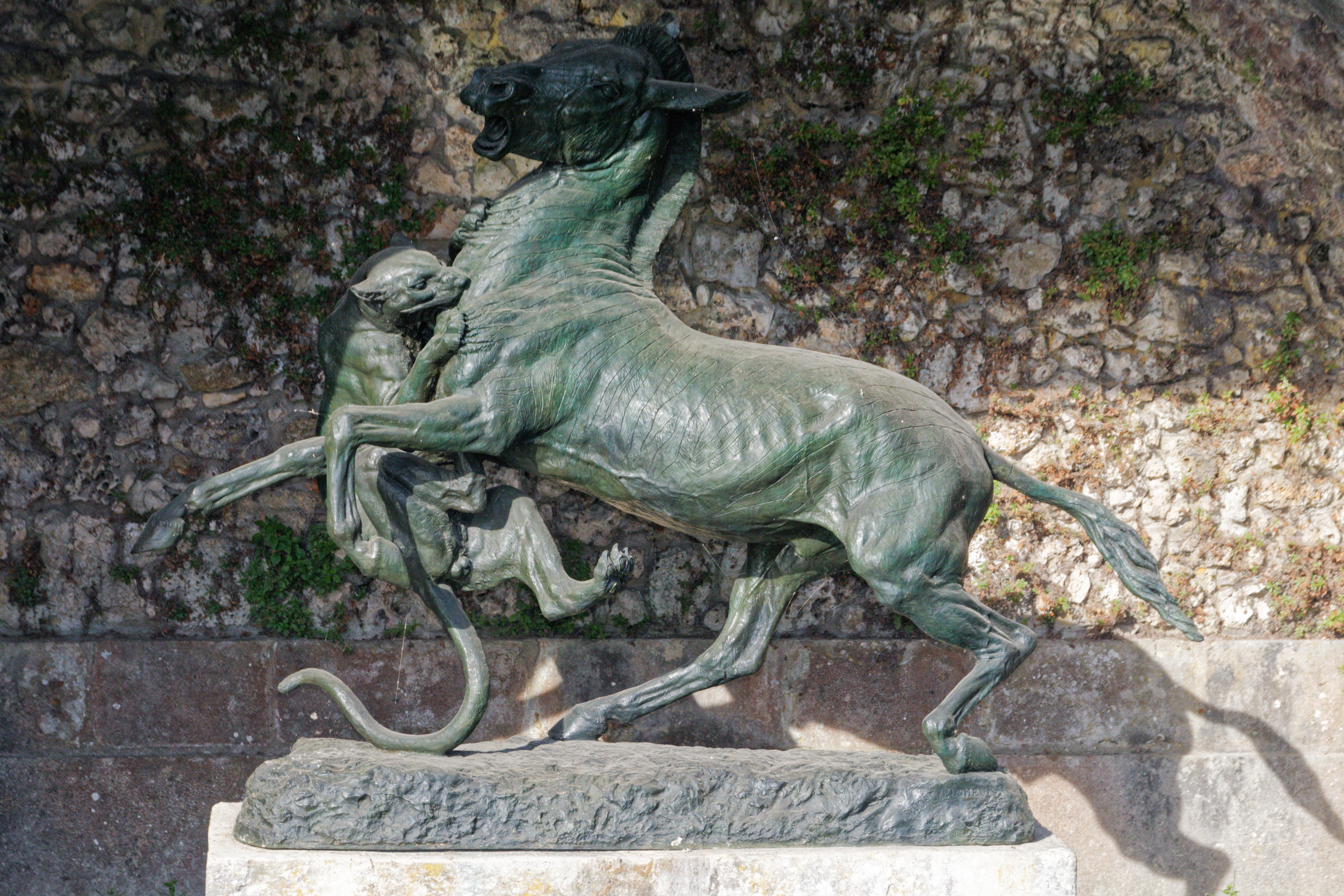
「ヒョウに襲われるシマウマ」、1855年パリ万国博覧会出展作
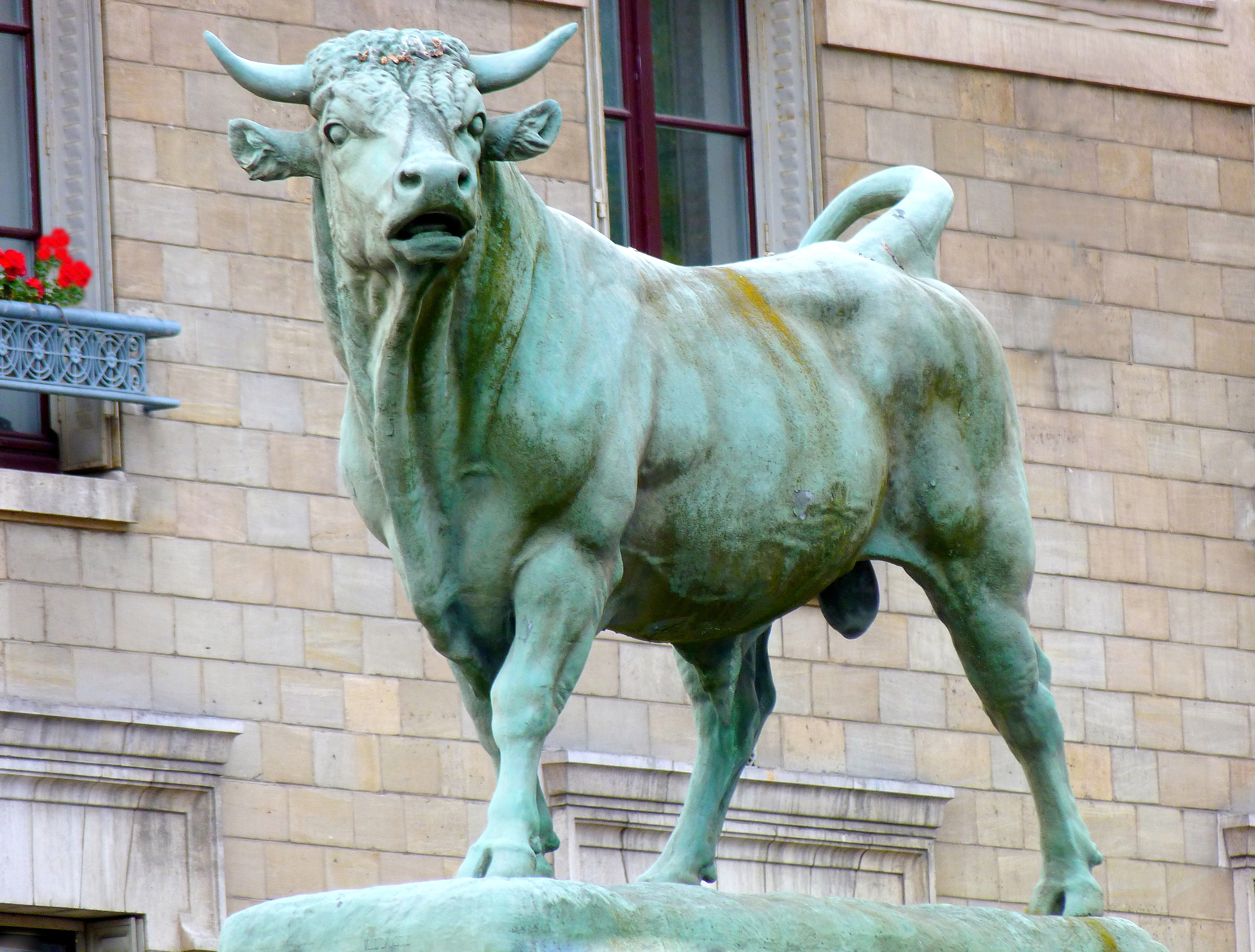
牡牛、パリ、ジョルジュ・ブラッサンス公園
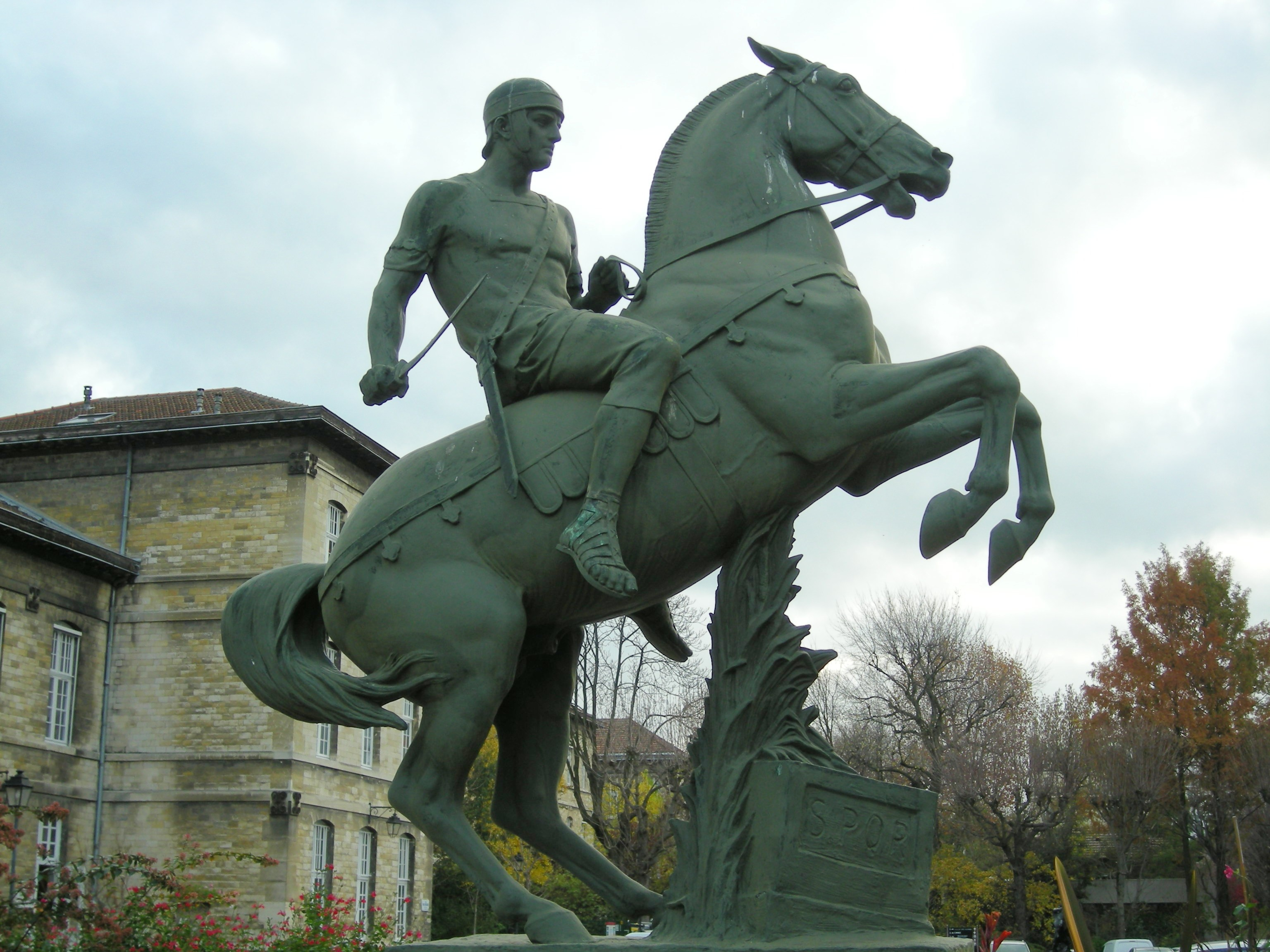
馬を操るグラディエーター、Hôpital Sainte-Anne庭園
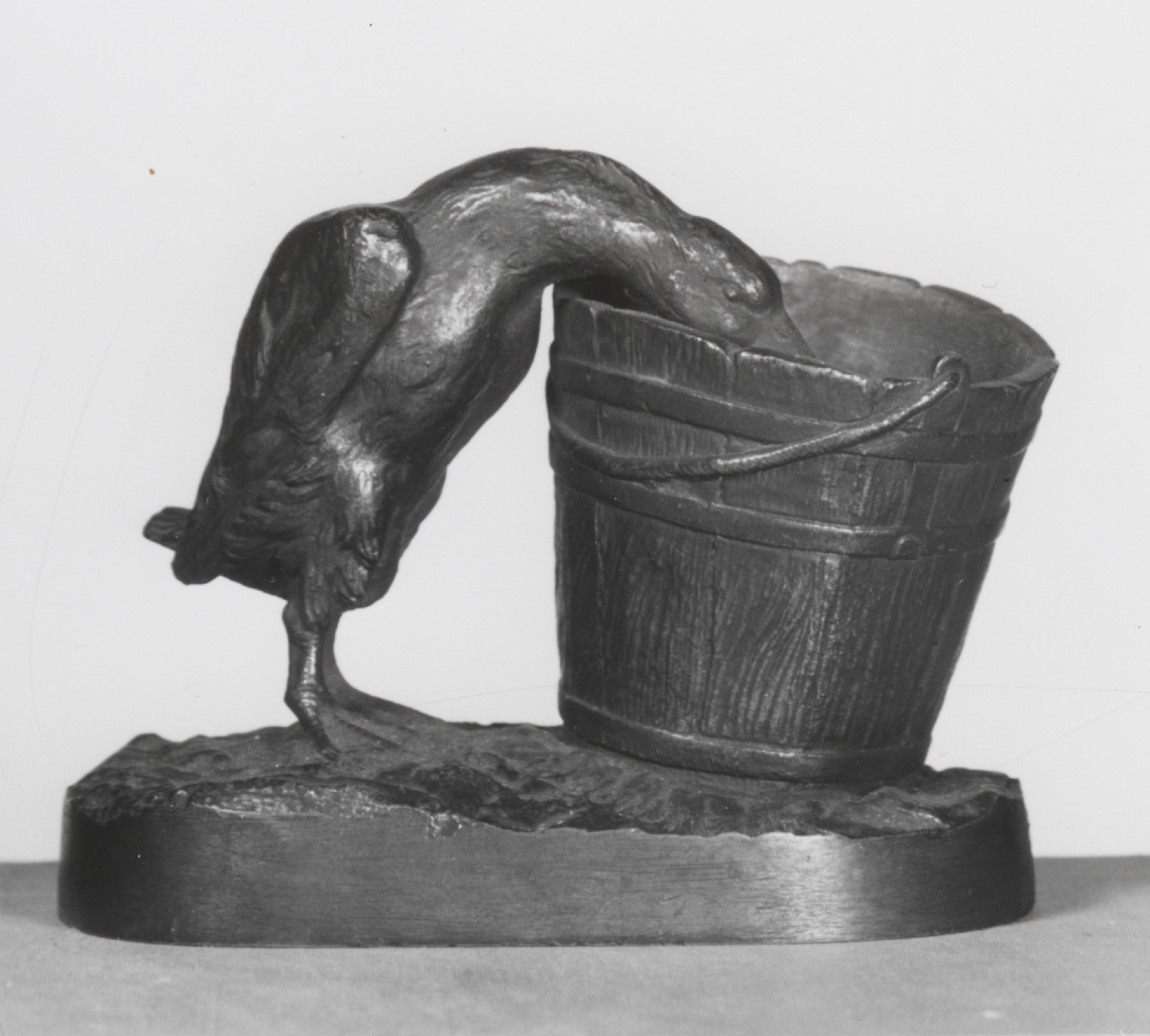
樽から水を飲むアヒル、ウォルターズ美術館　蔵